# バケルノ小学校 ヒュードロ組
バケルノ小学校 ヒュードロ組（ -しょうがっこう ヒュードロぐみ）は、NHK教育テレビジョンで放送された人形劇（副音声担当：茶風林）で小学校2年生向けの道徳番組である。ここでは、本番組に加えて、前身の『あつまれじゃんけんぽん バケルノ小学校物語』についても合わせて触れる。

## 概要
元々は「あつまれじゃんけんぽん」で2001年度からスタートしたシリーズである『あつまれじゃんけんぽん バケルノ小学校物語』であったものを、2003年度から単独番組として『バケルノ小学校 ヒュードロ組』と番組タイトルを変更するとともに、主題歌も本番組独自のものに変更した。
小学校向けの人形劇形式の道徳番組では珍しく人間を主人公に据えているほか、それ以外の登場人物も大部分が妖怪である点が大きな特徴となっている。
2008年度限りで本番組の放送を終了、後番組は直接設けず、小学校1年生向けの道徳番組である『ざわざわ森のがんこちゃん』を小学校2年生にも対象を拡大することになった。
2017年6月24日の『お願い!編集長』で「友だちになろうよ（2005年4月5日放送）」を再放送。2023年10月13日から11月10日まで『Eテレタイムマシン』で2001年度の第1回から第4回までを再放送された。

## 放送時間
いずれも日本時間。
| タイトル                                  | 期間                | 放送時間                                             |
| ----------------------------------------- | ------------------- | ---------------------------------------------------- |
| あつまれじゃんけんぽん バケルノ小学校物語 | 2001年度 - 2002年度 | 火曜日 09:30 - 09:45、金曜日 09:00 - 09:15（再放送） |
| バケルノ小学校 ヒュードロ組               | 2003年度            | 火曜日 09:30 - 09:45、金曜日 09:00 - 09:15（再放送） |
| バケルノ小学校 ヒュードロ組               | 2004年度            | 金曜日 09:00 - 09:15                                 |
| バケルノ小学校 ヒュードロ組               | 2005年度 - 2007年度 | 火曜日 09:00 - 09:15、金曜日 09:00 - 09:15（再放送） |
| バケルノ小学校 ヒュードロ組               | 2008年度            | 水曜日 09:00 - 09:15、金曜日 09:00 - 09:15（再放送） |

## あらすじ
小学二年生のくらまノビローは、両親が仕事でアフリカに行くことになり、父親の幼馴染みのオバケタウンに住むオテングの家に預けられることになる。しかし、オテングを始めこの街の住人はみんなお化けだった。

## 登場人物

### バケルノ小学校
くらまノビロー
声 - 折笠愛
主人公。オバケハイツの30階に住んでいる、お調子者の人間の男の子。行動派であり好奇心旺盛であるため、危ない場所に行ったりして周囲の人に迷惑を掛けることが多々ある。遅刻や宿題忘れなどの常習犯でもあるため叱られることも多いが、正義感の強い熱血漢として困難に立ち向かうことも多い。サッカーやカレーの肉が好きでピーマンが苦手。
沼野三太（ぬまの さんた）
声 - 堀絢子
河童の男の子。ノビローの親友。沼野団地に住んでいる。泳ぎが得意で優しい性格。話すのが苦手なため、「〜（間を開けてから）だ」とゆっくり話す。
木下マッシュ（きのした マッシュ）
声 - 本井えみ
三太の友達のお化けキノコ。じめじめ地に住んでいる。祖父の名前はムッシュ。
猛毒の胞子を操り、作中で用いたものには、動物の皮膚に触れると猛烈な痒みを引き起こす「ムズムズ胞子」や、毒はないが粘着性があり相手を拘束するほか精神的に追い詰める効果もある「ネバネバ胞子」など（それぞれ三太を嘲笑ったノビローへの制裁、肝試し試験にて試験官を担当した校長への攻撃に使用）。
元々森の中に生えており自らの意志で移動することができず、それを嘆いていた。故に、当時唯一無二の親友として様々なことを教えてくれる三太は彼にとって掛け替えのない存在だった。ノビローたちが鉢に植え替えたことで学校に行けるようになった。基本的に誰にでも礼儀正しく敬語を使って話すが、成長するために内部の不純物を胞子として定期的に排出しなければならず、この時不純物に精神を侵されると性格が豹変してしまう。お化けキノコ族全体がそうなってしまうのか、マッシュの未熟さが原因なのかは不明だが、胞子を落としさえすれば元に戻るらしい。
基本的にクラスメイトの名前を呼ぶときに敬称の類は付けないが、ノビローに対してだけは「ノビローさん」とさん付けで呼ぶ。
北狐びゃっこ（きたきつね びゃっこ）
声 - 渡辺菜生子
化け狐の女の子。父親は警察官。しっかり者で、細かいところが気になる性格。いなり寿司が好物。
ねむりミーコ
声 - 高田由美
化け猫のお嬢様。高貴な生まれであるため丁寧口調で話す。自宅は「ねむり屋敷」なる立派な家屋。おっとりとしているがノビローと同様に行動派であり、エリート然とした雰囲気の割に学校に遅刻することもあるなど、庶民的である。
冬田雪乃丞（ゆきのじょう）、雪乃進（ゆきのしん）
声 - 緒方賢一、久村栄子
200年間冬眠していた雪男の兄弟。通称「雪ん子ブラザーズ」。髪飾りが赤いのが兄で緑なのが弟。お互いを「弟」「兄者」と呼び、語尾に「御座る」を付けるなど古風な喋りが特徴。雪男故に毛深く、その姿は二足歩行する灰白色の毛玉。怪力を誇り、氷雪を操るなどの能力を持つが、低温に耐える身体の構造故暑さには滅法弱い。
お七
声 - 日髙のり子
2005年度から転校生として登場したろくろ首の女の子。恥ずかしがり屋でビックリすると首が伸びる。
ヒュードロ・オキク先生
声 - 日髙のり子
ノビローたちのクラスを受け持つ担任教師。劇中では一貫して「オキク先生」と呼ばれる。普段は美人で優しい淑女だが、激昂時は目玉・口が展開、乾いたような「クァァァーッ！」という叫び声と同時に般若面、もしくは悪鬼羅刹を思わせる恐ろしい顔になる。そのあまりにも恐ろしげなは表情はノビローたちヒュードロ組の児童たち、さらにはブンブク校長からも恐れられている。「皿屋敷のお菊」のように割れた皿を「いちま〜い…、にまーい…」と恨めし気に数え怒ったこともある。
ブンブク校長
声 - 緒方賢一
バケルノ小学校の校長で、種族は豆狸。高齢かつ強力な神通力を誇る妖怪のはずだが、それに反して温厚で紳士的だが怖がりな性格。しかし、ノビローが溺れていた時は率先して助けに向かうなど切羽詰まった状態になると勇気を振り絞って立ち向かう辺りやはり年長者である。また怪力の持ち主であり、冬田兄弟をも上回る。「ゾゾ〜ン」が口癖。川に生息するトラ魚にはよく尻尾を噛み付かれる。
ノッペラさん
声 - 柴本浩行
バケルノ小学校で給食を作っているずべらの調理師。カンフーの達人であり、その人を逸した絶技を駆使しての調理は極めてハイテンポに行われる。叫びながら暴れているだけのようで、下拵えから過熱や盛りつけまでの全行程を秒単位で済ませてしまう。初期は青い中華服だったが後にオレンジの中華服に変更された。暴れ回る際は「ウォアァチョチョチョチョチョチョ」という奇声を発し、作業完了と同時に「ウォワッチャォウ！」と叫ぶ。調理に用いる食材の調達も自ら行うなど行動派であり、食材の穴場も熟知しているなど自然科学分野にも明るい。食材の採取・捕獲の際にはやはり奇声を発しながら暴れ回る。
鉄仮面
声 - まじかるぱぱ
バケルノ小学校の校医。鎧の幽霊。

### オバケタウンの住人
カラス・オテング
声 - 富田耕生
烏天狗の大工。気の良い体育会系の熱血漢。ノビローの父親とは幼馴染みで、預かっているノビローを実の息子のように思っている。
カラス・メテング
声 - 久村栄子
オテングの妻。働き者で、畑を借りて野菜も作っている。夫のオテング同様、預かっているノビローを実の息子のように思っている。
カラス・コテング
声 - 日髙のり子
オテングとメテングの間に生まれた子供。薄紫色の体に黄色の髪と橙色の嘴、白と赤の翼が特徴で、頭に頭巾（ときん）と呼ばれる多角形の小さな帽子を紐で顎に結びつけるように被り、裸にオムツの格好をしている赤ん坊の女の子。
言葉も話せないような幼さだが、既に空を飛べる（これが烏天狗一族のスタンダードなのか、コテングだけが特別なのかは不明）。
いたずら好きで、ノビローの宿題のプリントを紙飛行機にして飛ばしたことがある。
生まれた時に初めて見たのがノビローであり、それ以来ずっと「クッピー」や「ピーピー」という鳴き声を発してノビローのあとをヨチヨチ歩き回る。ノビローを母親のように慕い付いて来るため、ノビローに一時期煙たがられたことがある。しかしながらノビローにとっては妹のような存在である。
鬼の実
声 - 富田耕生
オテング宅にて鉢植えの状態で管理されている、喋る植物。飴の食い過ぎで虫歯を発症するなど動物的な動作を取ることもある。年寄り臭い喋りながら物知りであり、ノビローにとっては少々小うるさい同居人だが良き理解者でもある。ノビローにコテングの子守を押し付けられる、「明日学校に怪獣が攻め込んでくる」という予言（調子に乗ったノビローが公言した大嘘）を現実のものにするため利用される（怪獣の声帯として、先述の件で発症した虫歯を歯ブラシで突き回される）など、時折散々な目に遭うことも多い。
ミーコのばあや / カトリーヌ
声 - 柴本浩行
ねむり家に仕える使用人の一人であり、ミーコの教育係を務める老婆。しつけには厳しいが根は優しい。お転婆なミーコに手を焼いている。本名は「カトリーヌ」であり、毎週火曜日新聞に新製品のレビューを寄稿する謎の人物その人であった。普段から周囲に「ばあやさん」と呼ばれているのでカトリーヌと言う名前であったことは周囲に知られていなかった模様。そのためバケビニでメテングと痩身作用があるとされる「パンダスーツ」を取り合ったことがある。
バケビニ店長
声 - 緒方賢一
お化けのコンビニこと、“バケビニ”の店長を務めるロビスオーメンの中年男性。卵黄など、黄色くて丸い物体を見ると変身してしまう体質で、月に向かって吠えると元に戻る。この状態での彼の咆哮を浴びた者は狼化が感染する。ノビローたちは親しみを込めて「バケビニのおじさん」と呼ぶ。スペシャルでは月の消失に伴い「月の向かって吼えたい」という衝動が溜まり、その結果前述の体質から民間人が相次いで狼化し暴走するという事件にまで発展した。
シーツおばけ
声 - 本井えみ
白い布を被った上から目鼻を取り付けたような、いわゆる「ステレオタイプのお化け」のような姿をしたモブ。「次の日〜」などの時間を教える役割を担う。一度、バケビニにシーツをクリーニングに出しに来たが、おねしょしたシーツだったため、狼に変身したバケビニの店長の代わりに店番をしていたノビローに「うわぁー、おねしょだ」と指摘されたことがある。ピザや寿司の宅配の他、災害現場のレポーターなどもしている。初期は白い毛がはえていなかった。

### その他
カタカタきのこ
カスタネットとキノコが合わさった不思議なキノコで、カスタネットのようにカタカタ鳴る。
ランプ虫
蛍のようにお尻が光る虫。主に雪山に生息しており、オバケタウンのような街にいるのは珍しい。かつて雪山に住んでいた頃の冬田兄弟は、吹雪で遭難した際この明かりを頼りにして無事に帰ることができたらしい。
解説
声 - 茶風林

## 放送リスト
「ほのぼの村のウータン」までの制作体制を引き継ぎ、「あつまれじゃんけんぽん」時代は2002年度を初年度の再放送とした。「ヒュードロ組」以降は3年間にわたり新規制作分を毎年制作していたが、2005年度で終了。最後の3年間は再び2003年度から再放送した。

### バケルノ小学校物語
| 回 | タイトル                   | 初回放送日     |
| -- | -------------------------- | -------------- |
| 1  | ノビローてん校する         | 2001年04月10日 |
| 2  | 新しい友だち               | 2001年04月24日 |
| 3  | でんせつのおにのみ         | 2001年05月15日 |
| 4  | 校長先生がんばる           | 2001年05月29日 |
| 5  | やまんば山                 | 2001年06月12日 |
| 6  | ゆきんこブラザーズたおれる | 2001年06月26日 |
| 7  | 金色のなまず               | 2001年07月10日 |
| 8  | ノビローちこくする         | 2001年08月28日 |
| 9  | マッシュのたからもの       | 2001年09月18日 |
| 10 | メテングきゅう食をつくる?  | 2001年10月02日 |
| 11 | きのこのパスタ             | 2001年10月16日 |
| 12 | がんばれランプ虫           | 2001年10月30日 |
| 13 | やまんば山の秋             | 2001年11月13日 |
| 14 | としょしつのひみつ         | 2001年11月27日 |
| 15 | 家族っていいな             | 2001年12月11日 |
| 16 | スキー教室                 | 2002年01月08日 |
| 17 | きゅう食しつは大さわぎ     | 2002年01月22日 |
| 18 | あすの日記                 | 2002年02月05日 |
| 19 | やまんばまつり             | 2002年02月19日 |
| 20 | ノビロー元気をだして       | 2002年03月05日 |

### バケルノ小学校 ヒュードロ組
| 回 | 回 | タイトル                     | 初回放送日     |
| -- | -- | ---------------------------- | -------------- |
| 1  | 21 | だいすきバケルノ小学校       | 2003年04月08日 |
| 2  | 22 | メテングたまごをうむ         | 2003年04月22日 |
| 3  | 23 | ミーコとびゃっこのばけくらべ | 2003年05月13日 |
| 4  | 24 | オキク先生がおこらない?      | 2003年05月27日 |
| 5  | 25 | コテングたんじょう           | 2003年06月10日 |
| 6  | 26 | 夜のバケビニ                 | 2003年06月24日 |
| 7  | 27 | 沼野団地の大そうじ           | 2003年07月08日 |
| 8  | 28 | ノビローの工作               | 2003年08月26日 |
| 9  | 29 | あかずのトイレ               | 2003年09月16日 |
| 10 | 30 | かわいい妹                   | 2003年09月30日 |
| 11 | 31 | まよなかのうんどうかい       | 2003年10月14日 |
| 12 | 32 | ふしぎな色えんぴつ           | 2003年10月28日 |
| 13 | 33 | おせっかいばあや             | 2003年11月11日 |
| 14 | 34 | ヒュードロ組のシンデレラ     | 2003年11月25日 |
| 15 | 35 | やまんばさまの冬じたく       | 2003年12月09日 |
| 16 | 再 | きゅう食しつは大さわぎ       | 2004年01月06日 |
| 17 | 36 | オバケタウンがへんしんだ     | 2004年01月27日 |
| 18 | 37 | けがをしたりゅう             | 2004年02月10日 |
| 19 | 38 | いじわるマッシュ             | 2004年02月24日 |
| 20 | 39 | 大きくなったね               | 2004年03月09日 |
| 21 | 再 | としょしつのひみつ           | 2005年02月18日 |
| 22 | 40 | 友だちになろうよ             | 2005年04月05日 |
| 23 | 41 | お兄ちゃん大好き             | 2005年04月19日 |
| 24 | 42 | 鉄仮面がやってくる           | 2005年05月10日 |
| 25 | 再 | きのこパスタ                 | 2005年05月24日 |
| 26 | 43 | うたう校長先生               | 2005年06月07日 |
| 27 | 44 | ピーマンのゆめ               | 2005年06月21日 |
| 28 | 45 | とんでった通しんぼ           | 2005年08月23日 |
| 29 | 46 | おしゃべりコテング           | 2005年09月13日 |
| 30 | 47 | バケルノ、エンヤートット!    | 2005年09月27日 |
| 31 | 再 | がんばれランプ虫             | 2005年10月11日 |
| 32 | 48 | ノビロー・ブランド           | 2005年10月25日 |
| 33 | 49 | ノビローひとりぼっち         | 2005年11月08日 |
| 34 | 50 | バケビニへ行こう             | 2005年11月22日 |
| 35 | 51 | はつ日の出ツアー             | 2005年12月06日 |
| 36 | 52 | バケコンっておもしろい       | 2006年01月10日 |
| 37 | 53 | 鉄仮面先生、かぜをひく       | 2006年02月07日 |
| 38 | 再 | やまんばまつり               | 2006年02月21日 |
| 39 | 54 | 春がきた                     | 2006年03月10日 |

### スペシャル
| タイトル                                                | 初回放送日時                                              |
| ------------------------------------------------------- | --------------------------------------------------------- |
| トランシルバニア・ババリア・バビロニア・ヴァンパイア5世 | 2003年10月13日 月曜09:00-09:45 （祝日特別編成）           |
| がんこ・バケルノ大集合スペシャル 月がドッスンおおさわぎ | 2005年07月29日 金曜09:00-09:45 （「夏のテレビクラブ」内） |

## スタッフ
- 原作・脚本 - 柏葉幸子
- キャラクターデザイン - 鈴木志保
- 音楽 - 比呂公一
- 音楽制作 - モッシュ
- 人形操作 - 朝丘麻友美、磯辺美恵子、おかの公夫、梶野由紀子、川口英子、日下永、佐久間治、佐藤文子、清水正子、高橋弘一
- 人形指導 - 佐藤東
- 人形美術 - 大森孝
- 人形制作 - スタジオ・ノーヴァ

## 主題歌
- 「涙のテレパシー」作詞・歌：ヤドランカ / 作曲：比呂公一(バケルノ小学校物語)
  - 『あつまれじゃんけんぽん』時代の1997年度（『ほのぼの村のウータン』）に作られたテーマ曲をそのまま使用。『ほのぼの村のウータン』時代の2バージョン（1997年度・1999年度）とは異なるアレンジになっている。
- 「バケルノ小学校校歌」作詞：柏葉幸子 / 作曲：比呂公一 / 歌：あがた森魚(バケルノ小学校 ヒュードロ組)
  - 『あがた森魚の世界史B#7 シングルB面等/コンピレーション収録集』にてCD化